# Heteronyx punctipennis
Heteronyx punctipennis är en skalbaggsart som beskrevs av Blackburn 1889. Heteronyx punctipennis ingår i släktet Heteronyx och familjen Melolonthidae. Inga underarter finns listade i Catalogue of Life.